# Amicitia
Amicitia – dawna loża wolnomularska Niemców wyznania mojżeszowego, której siedziba mieściła się w Poznaniu.
Nosiła numer rzymski: XIII oraz numer loży: 358. W 1898 jej główne postanowienia (Gesetze und Geschäftsordnung) zostały wydane w języku niemieckim przez D. Goldberga.